# 안달루키아속
안달루키아속(Andalucia)은 엑스카바타계에 속하는 원생생물 속의 하나이다.

## 하위 종
2009년 기준으로, 2개 종을 포함하고 있다.
- 안달루키아 인카르케라타 (Andalucia incarcerata) - 2006년까지는 Jakoba incarcerata로 알려졌었다.[2]
- 안달루키아 고도이 (Andalucia godoyi)